# グリーンインフラ

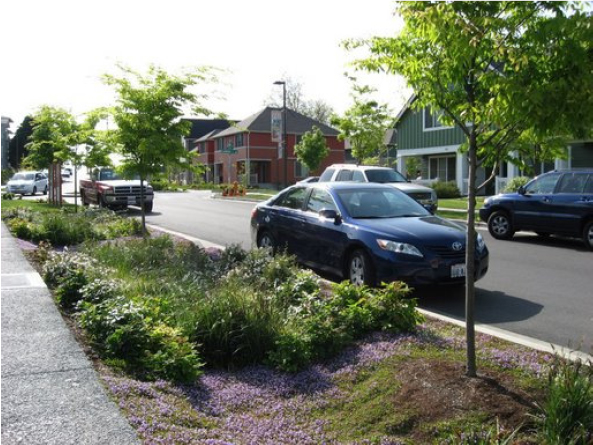
米国シアトルの街路側群と隣接する浸透性コンクリート歩道 雨水が浸潤によって土壌へ。この機能を介して都市流出水を処理する市内ストーム下水道の役割

グリーンインフラ(英: green infrastructure)または青と緑のインフラ(英: blue-green infrastructure)とは、自然を構築して都市や気候の課題を解決するための「原料」を提供するネットワーク。
対義語として、グレーインフラが存在している。
日本においても国土形成計画において、グリーンインフラストラクションという考え方が出てきている。社会と経済に寄与する国土形成としている。
このアプローチの主な要素は雨水管理、気候適応、より少ない熱ストレス、より多くの生物多様性、食料生産、より良い大気質、持続可能なエネルギー生産、きれいな水と健康な土壌そして生活の質の向上などの再整備を通じて、そして町や都市の中や周りに日よけや避難所を提供することによってより人為的な機能を含み、周囲の社会的、経済的および環境的健康のための生態学的枠組みを提供するのにも役立つ。
グリーンインフラストラクチャーは、持続可能性と回復力のあるインフラストラクチャーのサブセットと見なされ、SuRe - 持続可能性と回復力のあるインフラストラクチャーのための標準などで定義されているが、しかし、グリーンインフラストラクチャーは、再生可能エネルギーインフラストラクチャーや公共交通システムなどの「低炭素インフラストラクチャー」を意味することもある（「低炭素インフラストラクチャー」を参照）。
青と緑のインフラストラクチャはまたコンポーネントとすることができる「持続可能な排水システム」または「持続可能な都市排水システム」生物多様性と快適性の改善を提供しながら、水の量および品質を管理するために設計された（泡またはSUDS）ものである。

## 概説
「グリーンインフラ」には、ただグリーンなだけでなく、より深くより包括的に、自然環境や多様な生きものがもたらす資源や仕組みを賢く利用したいという中心的なコンセプトがある。さらにはその自然が持つ多様な機能を上手に活用することで、様々な課題を抱えるより豊かで魅力あるものにしたいという、希望とも信念とも言える思いが「グリーンインフラ」という言葉には込められている。
自然の恵みの大きさやその多機能性はより持続的であるといわれ、生物多様性が高いほど大きく、多機能性だけでなく、環境の変化や人為的な影響に対する安定性(しなやかさ、レジリエンス) もグリーンインフラの特徴である。豊かな生物多様性に支えられた健全な生態系は、一定の範囲内で変動しながらもその働きを維持していく性質を内在している。また生態系の状態が大きく変わる場合でも環境と生物の関わりを介して、生態系は自律的に回復していく性質をある程度備えている。
過去の生態系こそが理想型であるとは限らないが、様々な自然の変動を経て成立した生態系の姿を出発点に、人と自然のより良い関わりを検討することが賢明だろう。その意味でも、グリーンインフラの推進では、「緑(=植物)」を増やすことにこだわらず、例えば砂丘のようにあまり植物が繁茂しない場所ではむしろその特徴を活用するといった、自然から謙虚に学ぶ姿勢が不可欠である。
グリーンインフラは新しい概念だが、自然の活用という意味では人間は長い歴史を持つ。そのため、グリーンインフラの計画や実施では伝統的な知識や技術に学ぶところが大きい。一方で、本来の自然の働きや仕組みには、一定範囲のゆらぎや、必ずしも事前に予期できない事象が生じる不確実性がある。自然が持つ多様な機能を賢く利用するには、それを深く理解することに加えて、順応的な管理や予防原則のアプローチが必要となる。
このような自然の性質を理解しつつ、インフラストラクチャーとして社会と経済のために活用するとき、グリーンインフラの整備や維持管理にかかるコストは、従来のインフラに比較して低くなる。生態系サービスを貨幣価値で換算する近年の研究の多くは、グリーンインフラが経済的にも有利な選択であることを示唆している。
災害ハザードの低い場所への居住地の誘導など、自然が持つ多様な機能を活かすには、その場所で人間が住み始める以前を含め、歴史的にどのような生態系が成立し、維持されてきたのかということの理解が重要である。グリーンインフラの定義は、国内外の状況を見てみると一つには定まっていない。新しい概念であり、これからの時代に求められているからこそ、様々な見方や方向性が提示されている。
グリーンインフラはとても広い概念であり、従来の「インフラ」がダムや道路といった特定の構造物を指すのとは異なっているほか、高潮対策のための砂丘地形の保全、河川の治水施設である遊水地の多面的な活用、自然の多機能性と安定性を活用した様々な取り組みが含まれる。
日本のグリーンインフラ研究会では、グリーンインフラを「自然が持つ多様な機能を賢く利用することで、持続可能な社会と経済の発展に寄与するインフラや土地利用計画」とグリーンインフラを定義する。「自然が持つ多様な機能」は、自然環境や動植物などの生きものが人間社会に提供する様々な自然の恵み(生態系サービス) を指す。多機能な生態系サービスの提供こそが、グリーンインフラの最大の特徴とも言える。生態系サービスには、人間が利用するモノだけでなく、自然が持つ防災・減災機能や水質浄化など、人間の安全で快適な暮らしに役立つ様々な機能が含まれる。
グリーンインフラは、複数の機能を発揮する多機能性が特徴である。期待される主な機能として、(1)治水、(2)土砂災害防止、(3)地震・津波減災、(4)大災害時の避難網確保、(5)水源・地下水涵養、(6)水質浄化、(7)二酸化炭素固定、(8)局所気候の緩和、(9)地域のための自然エネルギー供給、(10)資源循環、(11)人と自然にやさしい交通路(グリーンストリート)、(12)害虫抑制・受粉、(13)食料生産、一次産業の高付加価値化、(14)土砂供給、(15)観光資源、(16)歴史文化機能の維持、(17)景観向上、(18)環境教育の場、(19)レクリエーションの場、(20)福祉の場、(21)健康増進・治療の場、(22)コミュニティー維持などが挙げられる。機能はグリーンインフラの種類によっても異なるし、同じグリーンインフラであっても、それが整備される場所が都市なのか農山漁村なのかによって異なる。
このようなグリーンインフラの多機能性と、その設置と維持管理に必要な順応性は、おのずと多様な関係者の関わりを必要とする。なぜなら、あるグリーンインフラが発揮する多様な機能の恩恵は、様々な人々にもたらされ、グリーンインフラからより高い機能を引き出すためには様々な人々の知恵や技術が必要となるからである。行政だけでなく、住民、地域の団体、民間事業者、教育関係者、専門家・研究者など、地域の多様な主体が共にグリーンインフラに関わることで、地域社会が中心となって社会基盤が整備され、持続可能なグリーンインフラが構築される。また、行政や学術分野においても、分野横断の連携が求められる。例えば、流域管理のグリーンインフラでは、砂防や河川、下水道、農業土木、海岸、自然環境など、多様な行政部局や学術分野が関係するため、分野横断の連携がなければ、本来持つ多機能性を十分に発揮することができないであろう。
一方、人工構造物から成るグレーインフラ、これまで多用されてきたこれは期待される機能の水準が想定された条件のもとで発揮するように設計されており、目的とする限られた機能を高い精度で実現してきた。また一旦基準が決まると、一般性のある規格を設けて基本技術を確立することができ、インフラを品質管理しやすくなる。グレーインフラは、導入した直後から目的とする機能を発揮できるというメリットを持つ。しかし計画された寿命があり、機能を持続させるためにはインフラの更新が必要となる。
このように、グリーンインフラとグレーインフラは相互に異なる特徴をもつ。そのためどちらのインフラが一方的に優れているかではなく、従来多用されてきたグレーインフラと新しい概念であるグリーンインフラが相互に協調することで、より良い社会基盤を形成しようとする視点が重要である。また、グレーとグリーンは対極にある概念であり、その中間段階に自然の要素や構造と人工構造物が組み合わされたハイブリッド型のインフラが幅広いスペクトルで存在している。

## グリーンインフラの動き
グリーンインフラは、広範な生態系サービスを提供するために策定・管理された、多様な環境的要素を伴う自然および半自然区域の戦略的・計画的ネットワークと定義でき、また都市部におけるみどりの空間(水域生態系を対象とするならば青の空間)や沿岸域を含むその他の陸域、海域の物理的を内包する概念である。
みどりのネットワークは、人々と自然の双方に有益であり、生活の質を改善し、グリーン経済を支え、社会的なつながりを強めることに貢献するほか、生物多様性の保全に寄与し、水質や大気の浄化、レクリエーション機会の提供、気候変動の緩和や適応などで、主要な生態系サービスを守ることにもつながる。そのほか、災害のレジリエンスやリスク管理の改善に寄与していく。
グリーンインフラは自然の多様な機能を活用したインフラ・土地利用であり、二つの意味で革新的な概念である。一つは、環境のプラスの価値に光を当てること、もう一つは協働によるイノベーションの創出、20世紀以降、環境問題の対策は、基本的に環境負荷の削減というマイナスの改善であった。しかしグリーンインフラは、環境の持つプラスの価値により社会課題の解決を狙うものであり、環境へのアプローチを大きく変えている。
社会課題を挙げれば、環境問題だけでなく、経済成長の鈍化、資源・エネルギーの枯渇、人口減少・高齢化、災害リスクの高まりなど、枚挙にいとまがない。しかし近年、多くの社会課題の解決に向けて、多様な学問や主体の協働によるイノベーションが進んでいる。グリーンインフラも、まさに分野横断的、統合的なアプローチであり、環境価値を軸とした協働によるイノベーションを生み出すための概念と言える。
国内では従来「グリーンインフラ」とは称さないものの、国土交通行政分野において社会資本整備事業や土地利用による、防災、地域復興などの取り組みが既に実施されていた。
日本では多様な分野の実務家、専門家らが一緒になり、主に三菱UFJリサーチ&コンサルティングの音頭で2014年4月にグリーンインフラ研究会を立ち上げ、新たな概念であるグリーンインフラの可能性について数多くの議論を重ねていた。
国土交通省によると平成27年度に閣議決定された国土形成計画において、国内でのグリーンインフラの取り組みを強化するとし、これにより「国土の適切な管理」「安全・安心で持続可能な国土」などといった課題の解決に一歩を踏み出した。また同年9月に閣議決定された第4次社会資本整備重点計画では「生活の質の向上」「人口減少・高齢化等に対応した持続可能な地域社会の形成」への対応も期待される。
2020年は官民連携でのグリーンインフラの取り組みが進み、社会に広く浸透することとなった。国土交通省は20年3月に「グリーンインフラ官民プラットフォーム」を建設し、官民が連携し、情報発信・収集、資金調達・技術手法の研究を進める場として活用されている。また、グリーンインフラに関する優れた取り組みに送られる「グリーンインフラ大賞」も設立され、さらなる取り組みの活性化が期待される。様々な都市で快適な街づくりの実現に向けグリーンインフラの取り組みが進んでいる。
近年増加しつつある異常気象について、防災をしつつも自然環境や生態系のことを考えた国土づくり、地域づくりができるグリーンインフラはその普及が期待されている。2019年に起こった台風19号による豪雨災害時では、かつてより整備されていた渡瀬遊水池が、その下流にある利根川の氾濫を防いだとして注目を浴びた。このように貯水機能のある緑地を「グリーンインフラ」で整備することによって、浸水被害を減らし、従来主流であったコンクリートを使用するダムや堤防などの「グレーインフラ」の役割を補うことにつながる。
滋賀県では琵琶湖氾濫地域での水害リスクを可視化することで、いち早く流域治水に着手してきた。2006年に流域治水製作室を設置したのが始まりで、その後様々な防災・減災対策を進めてきた。基本方針では、氾濫原減災対策の一つとして水害リスクが高いとされる地域での土地利用や建築の規制などを盛り込んでいる。従来の洪水を安全に流下させる堤防や治水ダムなどの手段に加え、「ためる・とどめる・そなえる」といったその土地の自然環境を活用したグリーンインフラ的手段が取られる方針である。
また、グリーンインフラは元ある自然を有効活用するため維持費が最小限に抑えられ、コスト削減も大いに期待できるため、今後さらに推進されていく。地方自治体における具体的な対策としては、街路樹の下をアスファルトから雨水の浸透しやすい石の層にする、などがあげられる。また一般住宅においても、雨水が溜まりやすい池を作る、駐車場の路面から水が染み込むようにする、など身近における様々な対策も推進されている。
また、自然環境を活かして持続可能で魅力のある国土づくりを進めるグリーンインフラは、2015年に国連総会で採択されたSDGs(持続可能な開発目標）における目標達成にも資するものと注目されている。緑地や湿地を整備し保全していくため、二酸化炭素を効果的に吸収し地球温暖化防止にもつながるとされる。また、グリーンインフラは元ある自然を有効活用するため維持費が最小限に抑えられ、コスト削減も大いに期待できるため、今後さらに推進されていく。
一方で欧州委員会(EC)は2013年に「欧州内の都市並びに地方におけるグリーンインフラの発展を推進すること」を目的としたグリーンインフラ戦略を採択した。これは、国連生物多様性条約に基づく「愛知ターゲット」や「2020年までの欧州連合(EU)における生物多様性戦略」特に後者で2020年までにグリーンインフラを導入し、さらに劣化した生態系の少なくとも15%を回復することで、生態系およびその生態系サービスを維持または向上させる目標を達成する上での重要なステップであるといえる。
欧州や日本で頻繁に発生する恐れのある洪水や土砂崩れ、雪崩、山火事などによる被害は、グリーンインフラ (例えば、機能的な氾濫原や川辺林の整備、森林保護など)によって低減できることが多くまた、自然の持つ創造力や防御力、供給力、適応力を利用する費用対効果の高い手法ともいえる。そのためグリーンインフラは、都市部および地方における土地・空間利用計画に生態学的知見や持続可能性を組み込む際、より論理的な意思決定手法を提供できる。
EUの自然保護ネットワークである「Naturo 2000」は、EUの全加盟国(28カ国)における2万7000カ所以上の保護区によって構成されている。こうした保護区ネットワークは、EUの自然保護に関する法制度に基づいて策定されており、EU国土の18%以上、海域の6%以上を占めている。
Nature2000は、欧州のグリーンインフラの中核であり、非常に多くの自然文化遺産を支えており、こうした欧州の文化・自然的遺産を保全・回復持続的に利用することが、グリーンインフラのさらなる発展の鍵となる。
欧州の地理的構成要素(山脈、河川、森林、野生動物の移動経路など)の多くは国境をまたいでおり、EUにおいて共有される自然や文化遺産、アイデンティティーの一部となっている。そのため、こうした構成要素の管理には、協調的かつ統合的な行動と、全欧州的なビジョンが必要で、こうした統合的な取り組みは、グリーンインフラのための欧州横断ネットワーク (TENG) と言われており、その発展は欧州における象徴的な生態系のレジリエンスや持続力を確保する上で重要な役割を果たし、社会的な利益にも貢献する。
ECは現在、EU理事会および各地域の会やEU委員会から寄せられているTENGに関する要望を考慮しつつグリーンインフラに関する調査を進めている。

## グリーンインフラの事例
- としまみどりの防災公園（東京都豊島区）

旧造幣局を使い、火災の延焼を防ぐシラカシによる防災樹林帯などのある、区内最大の防災機能を備えた公園。首都直下地震等の大規模災害の発生時には、豊島区の災害対策拠点として機能する他、平時から物資集積拠点運営訓練や「としまDOKI DOKI 防災フェス」の開催など、地域の防災力を高める活動の場となっている。
- にぎわいの森（三重県いなべ市）

庁舎の整備にあわせて、既存の樹木を活かしつつ緑地が整備された。緑地の中には、商業施設が整備されるとともに、オープンスペースや散策路が整備され、緑の中で多様化活動ができる空間が形成されている。
- 四条堀川交差点・雨庭整備（京都府京都市下京区）

道路の歩道にある植樹帯において、四季を通じて樹木や草花を楽しめる緑の空間を整備した。雨水の一時貯留と穏やかな浸透構造をもった雨庭とするだけでなく、京都の庭園文化を活かした植栽空間とした。
- グランフロント大阪（大阪府大阪市北区）

各所に人の交流や賑わいを創造する広場やゆったりとした歩道の整備により、人々が自由に集い、憩い、楽しめる空間を創出する。東西に貫く「にぎわい軸」の歩道を”ケヤキ並木”、南北の「シンボル軸」の歩道を”イチョウ並木”とし、歩道空間に賑わいや四季折々の景観を創出する。